# Ijevski Mekhanitcheski Zavod
Pour les articles homonymes, voir Baikal.
Ijevski Mekhanitcheski Zavod (russe : Ижевский механический завод), également connu sous la marque Baikal est un fabricant d'armes soviétique créé en 1942, puis devenu russe, principalement connu pour sa série d'armes de chasse et de sport.
Le 20 juillet 1942, l'usine de mécanique d'Ijevsk est créée. Les premiers produits fabriqués sont des fusils antichars.
En 1949, l'usine oriente sa production vers les armes de chasse et de sport.
En 1953, l'usine commence la production du célèbre pistolet Makarov.
Le 13 août 2013, l'usine mécanique d'Ijevsk et Izhmash ont fusionné dans un groupe renommé Kalashnikov Concern (en).
Quelques produits :

## Fusils de chasse
- Baikal IJ-27
- Baikal MP-133 (ru)
- Baikal MP-153
- Baikal MP-155

## Autres
- Baikal MP-94 (ru)
- Mosin-Nagant (Baikal МР-143)
- OP-SKS (ou SKS 45)
- Makarych (ru)
- MP-412 (ru)
- Baikal MP-461 (ru)
- Baikal IZH-34 (ru)
- Baikal IZH-46M (en)
- MP443
- Baikal IZH 61 (it)